# あかつき (探査機)
あかつき（第24号科学衛星：計画名「PLANET-C」または「VCO（Venus Climate Orbiter、金星気候衛星）」）は、宇宙航空研究開発機構（以下JAXA）宇宙科学研究所（以下ISAS）の金星探査機。開発・製造はNEC東芝スペースシステムが担当した。観測波長の異なる複数のカメラを搭載して金星の大気を立体的に観測する。すいせい、のぞみに続くPLANETシリーズを冠した惑星探査機。

## 概要
2010年5月21日に種子島宇宙センターより打上げられ、同年12月7日に金星周回軌道へ入る予定であったが、周回軌道への投入マヌーバの最中にメインエンジン（セラミックスラスタ）が故障。結果、金星に近い軌道で太陽を周回しながら、宇宙をさまようしかなく、この時点では計画は失敗したと見なされていた。
しかしその後、メインエンジンの代わりに推力が5分の1しかない姿勢制御エンジンを使用することとした。このことで、6年後に金星に再接近する際に、金星の周回軌道に移ることが可能となった。当初計画とはまったく異なる新たなプランで、計画完遂を狙った。
2015年12月7日に金星周回軌道への再投入が行われ、12月9日に成功が確認された。
2016年4月4日、再度の軌道修正を行い、4月8日成功を確認した。この軌道修正に伴い、観測期間が当初予定の800日から2000日へ延びることとなった。
それ以後、金星を周回しながら、大量の写真を撮影した。2019年4月現在、5台のカメラのうち2台が故障したが残る3台が正常に作動している。これまでに送られた画像は、人類にとって未知のもので、金星の構造について多大な知見を与えた。2020年4月には、当初からの大きな目的であるスーパーローテーションの謎を解明する論文がサイエンス誌に掲載されるに至った。

## 計画概要
スーパーローテーションと呼ばれる惑星規模の高速風など、従来の気象学では説明不可能な金星の大気現象メカニズム解明を主目的としている。言い換えれば、あかつきは金星版気象衛星である。このミッション成果は、惑星の気象現象を包括的に理解することへ繋がると期待される。加えて、赤外線により金星の地表面の物性や火山活動を調べ、また地球出発から金星到着までの間に惑星間の塵の分布（黄道光）を観測する。
当初の計画では金星到着後に高度300 kmから8万 km、公転周期約30時間の楕円軌道に投入される予定で、近金点前後を除く約20時間は金星のスーパーローテーションとほぼ同期しており、約2年間に渡って金星大気の挙動を継続的に観測する予定であった。

## 設計

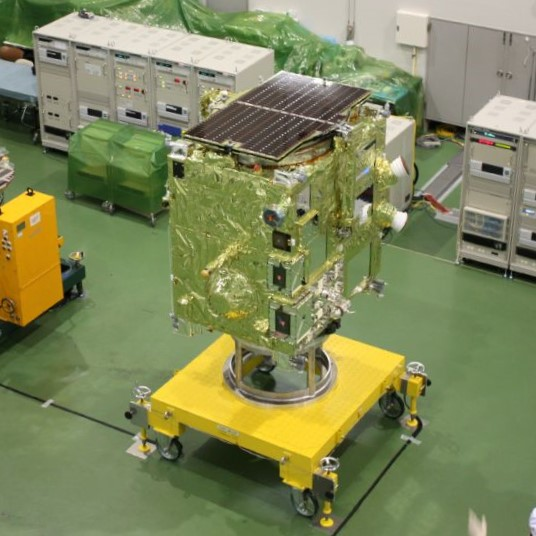
報道公開時のあかつき

基本システムは「はやぶさ」のものを踏襲し、衛星本体の重量は500 kg程度である。モーメンタムホイール（MW）を使用した3軸制御で姿勢を安定させる。MWは、はやぶさの3個より1個多い4個を搭載する。推力500 Nの軌道投入用スラスター（OME, Orbit Maneuvering Engine）のノズル及び燃焼器には耐熱性に優れた窒化珪素（Si3N4）系モノリシックセラミックスを用いる。
高利得アンテナ（HGA, High-Gain Antenna：ラジアルライン給電スロットアレイアンテナ、32 kbps）、中利得アンテナ（MGA, Middle-Gain Antenna：ホーンアンテナ、512 bit/s）、低利得アンテナ（LGA, Low-Gain Antenna：超広角レンズアンテナ、8 bit/s）を各2基（ただしHGAはそれぞれ送信専用と受信専用、MGAとLGAはどちらも送受信兼用）搭載し、主にHGAを用いて臼田宇宙空間観測所の64 mパラボラアンテナと交信する。臼田の可視時間外に交信する必要が生じた場合、NASAのディープスペースネットワークを利用することもある。
観測機器は、地表面からの赤外線放射や雲による太陽散乱光を捉える1μmカメラ（IR1）、雲の下の大気からの赤外線放射を捉えて低高度の雲や微量ガスの分布を探る2 µmカメラ（IR2）、雲からの赤外線放射を捉えてその構造を探る中間赤外カメラ（LIR）、雲による太陽散乱光を捉えて二酸化硫黄ガスなどの分布を探る紫外イメージャ（UVI）が搭載される。雷放電が起こっているか否かを把握するための雷・大気光カメラ（LAC）も搭載される。また、通信機器として超高安定発振器（USO）を搭載し、探査機から地球に向けて送信される電波が金星大気をかすめる際に電波の周波数と強度が影響を受けることを利用して大気層構造を調べる電波掩蔽観測もする。
太陽電池パドルの取付軸は機体Z軸（OMEノズルがある面と高利得アンテナがある面を結んだ軸）と直交し、パドルが常に太陽の方向を向くように回転可能。取付軸のある面には日光が当たらないため、探査機からの放熱に用いられる。この面の片方に中利得アンテナ、もう片方に観測装置がある。残りの2面に低利得アンテナがある。惑星間航行中は基本的にパドルの軸を黄道面に垂直な方向に向け、姿勢変更の際は観測装置のセンサが太陽方向を向かないようにする。

## 開発
計画が提案された時点では、2007年2 - 4月頃にM-Vロケットによって打ち上げられ、いったん地球周回軌道に乗ったのち6月に太陽周回軌道へ投入され、1年後の2008年6月に地球スイングバイを行って金星へ向かい、2009年9月に金星へ到着することになっていた。しかし2010年の打ち上げとなり、更に新型固体ロケット開発に伴うM-Vロケットの運用中止に伴い、H-IIAロケット17号機による打ち上げに変更された。探査機本体とロケットとの結合部はM-Vロケットの直径に合わせて作られていたため、H-IIAロケット用のアダプタが新たに製作された。開発費用は146億円。

打ち上げ後の軌道
あかつき·
金星
地球·
太陽

また、H-IIAロケットの打ち上げ能力からすると当機は軽量であり、ペイロード能力の余剰を有効利用するため、5つの小型副衛星（IKAROS、UNITEC-1、WASEDA-SAT2、KSAT、Negai☆″）が相乗りで打ち上げられた。上記のアダプタ内に収納する形でIKAROSを、その外部にUNITEC-1とJ-POD（JAXA Picosatellite deployer）と呼ばれるケースに他の小型副衛星3機を格納した。

2009年10月に「あかつき」という正式名称が発表された。

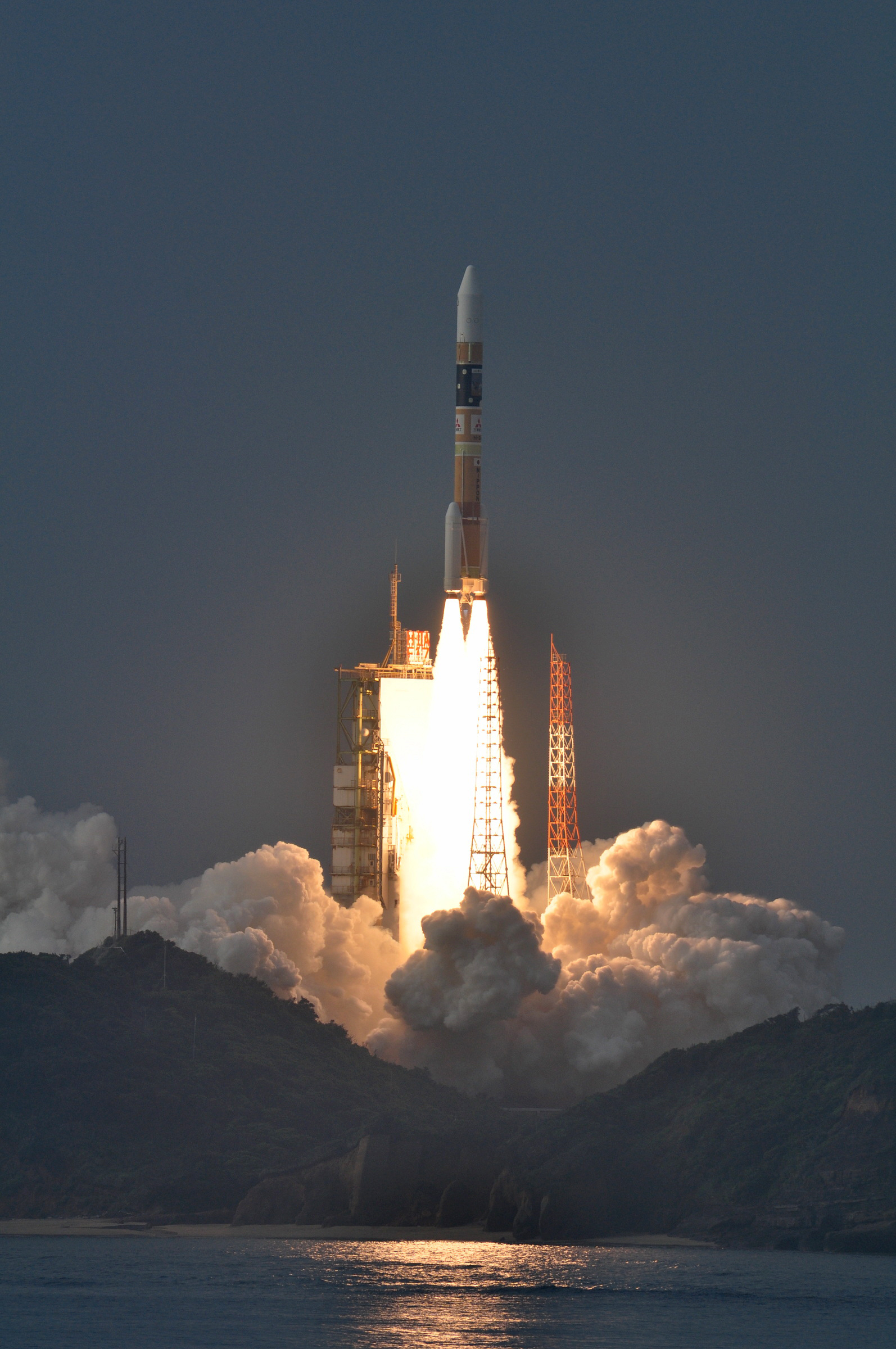
H-IIAロケット17号機による「あかつき」の打上げ

## 運用

### 打上げから初期運用
あかつきとIKAROS含む5機の小型副衛星を搭載したH-IIAロケット17号機は、2010年5月18日から6月3日までの間に打ち上げられることとされ、1回目のち上げ予定時刻は5月18日6時44分14秒（JST）であった、射場付近に規定以上の氷結層を含む雲が観測され、5分前に打上げ中止となった。3日後の21日6時58分22秒へ延期された打上げは予定通りの時刻に行われた。
H-IIA17号機は地球周回軌道に乗った時点で第2段エンジンを一時停止し、小型副衛星のうち3機（Negai☆″、WASEDA-SAT2、KSAT）を分離、その後第2段エンジンに再点火して太陽周回軌道に移り、打ち上げから約27分29秒後にあかつき、次いで残り2機の小型副衛星（IKAROS、UNITEC-1）を分離した。打上げロケットの能力に余裕があったため、月や地球を利用してのスイングバイは行わずに、第2段ごとホーマン遷移軌道に近い軌道に入り、直接金星へ向かった。
あかつきは6月28日、遠日点（約1.07天文単位）近くでOME噴射を13秒間行い、セラミックスラスターの世界初の軌道上実証に成功した。軌道制御のためのOME噴射は2回予定されていたが、打上げ時の軌道制御が予想以上に高精度であったためもう1回はキャンセルされた。
10月8日、LAC以外の4台のカメラでいて座の一部を撮影した。ほぼ事前に予測された通りの画像を取得し、各カメラが健全な状態であることを確認した。その後、おうし座や地球と月などの撮影も行った。

### 周回軌道投入マヌーバ
12月6日午前7時50分に金星周回軌道投入マヌーバ（VOI-1）のための姿勢変更を実施し、OMEを進行方向正面に向けた。その後の予定は以下の通りとなっていた。
| 予定していたイベント                                   | 時間 (JST)           | 金星最接近時刻 （12月7日09:00JST） からの相対時間 |
| ------------------------------------------------------ | -------------------- | ------------------------------------------------- |
| 軌道制御エンジン（OME）噴射開始                        | 12月7日 08時49分00秒 | 11分前                                            |
| 地食開始、地上局との通信断                             | 12月7日 08時50分43秒 | 約9分前                                           |
| OME噴射終了                                            | 12月7日 09時01分00秒 | 1分後                                             |
| 地食終了、通信再開                                     | 12月7日 09時12分03秒 | 約12分後                                          |
| 日陰開始                                               | 12月7日 09時36分37秒 | 約37分後                                          |
| 日陰終了                                               | 12月7日 10時40分44秒 | 約1時間41分後                                     |
| Z軸地球指向への姿勢変更                                | 12月7日 10時59分00秒 | 約2時間後                                         |
| 中利得アンテナ（MGA）から高利得アンテナ（HGA）への切替 | 12月7日 12時09分00秒 | 約3時間後                                         |
| 金星周回軌道決定 今後の軌道修正計画作成                | 12月7日 21時頃       | 約12時間後                                        |

OMEを予定通り12分間噴射した場合、あかつきは約4日で金星を周回する長楕円軌道に投入される。4日後の金星再接近時に軌道修正を行って公転周期約2日の軌道に、さらに2日後の軌道修正で公転周期約30時間の観測軌道に入る予定であった。また、OMEを少なくとも9分20秒噴射できれば、約50日で金星を周回する超長楕円軌道に入れる可能性があった。
12月7日午前8時52分36秒、あかつきが同日午前8時49分に逆噴射によって減速を開始したことが探査機からのドップラーデータより確認された。あかつきまでの通信ラグは約3分半である。同日午前8時50分にあかつきは地球から見て金星の向こう側に隠れ、予定通り地球との通信が途絶えた。同日9時12分に通信再開予定だったが、探査機からの電波を受信したのは10時28分で、予定されていたMGAではなくLGAによるものであった。同日午後、太陽電池パドルと片方のLGAを太陽に、もう片方のLGAをその反対方向に向けたまま低速回転する「セーフホールドモード」となっていることが判明した。これは機体に重大なトラブルが発生した場合、電源確保とそのための姿勢の維持を最優先するモードである。翌12月8日までに3軸制御モードへの復帰とテレメトリ取得を行った。テレメトリによると、あかつきはOME噴射開始より約2分30秒後、横方向に異常な力が加わって姿勢が大きく乱れ、直後に噴射を中止してセーフホールドモードへ移行していた。減速が不十分だったことにより、金星周回軌道への投入はできなかった。
12月27日に、トラブル原因は加圧用のヘリウムタンクから燃料タンクへの配管に設置された逆止弁（逆流防止用弁）が閉塞したためと発表された。通常の燃焼では酸化剤に対して燃料を多めに混合することで意図的に燃焼温度を下げ、セラミックスラスタ耐熱温度を超えないようにしている。しかし、逆止弁が閉塞したことから燃料タンクの圧力が低下してスラスタへの燃料供給が滞り、酸化剤と燃料の混合比がより効率的な燃焼を促すものとなった。これにより異常燃焼が生じて機体に想定外の回転モーメントが掛かると共に想定外の高温でスラスタの一部が破損した可能性がある。
2011年6月、JAXAは地上試験の結果、逆止弁閉塞の原因は燃料（ヒドラジン）と酸化剤（四酸化二窒素）が反応して生じた硝酸アンモニウム結晶である可能性が高いと発表した。酸化剤側逆止弁のシールに用いられていた樹脂材料が四酸化二窒素を透過する性質を持っていたために、酸化剤が徐々に燃料側逆止弁に向って拡散、燃料と反応して生じた結晶が弁を詰まらせたと推定された。また、異常燃焼によるセラミックスラスタの破損も再現され、再度スラスタを点火すれば損傷がさらに拡大するであろうことも確認された。

### 軌道修正制御

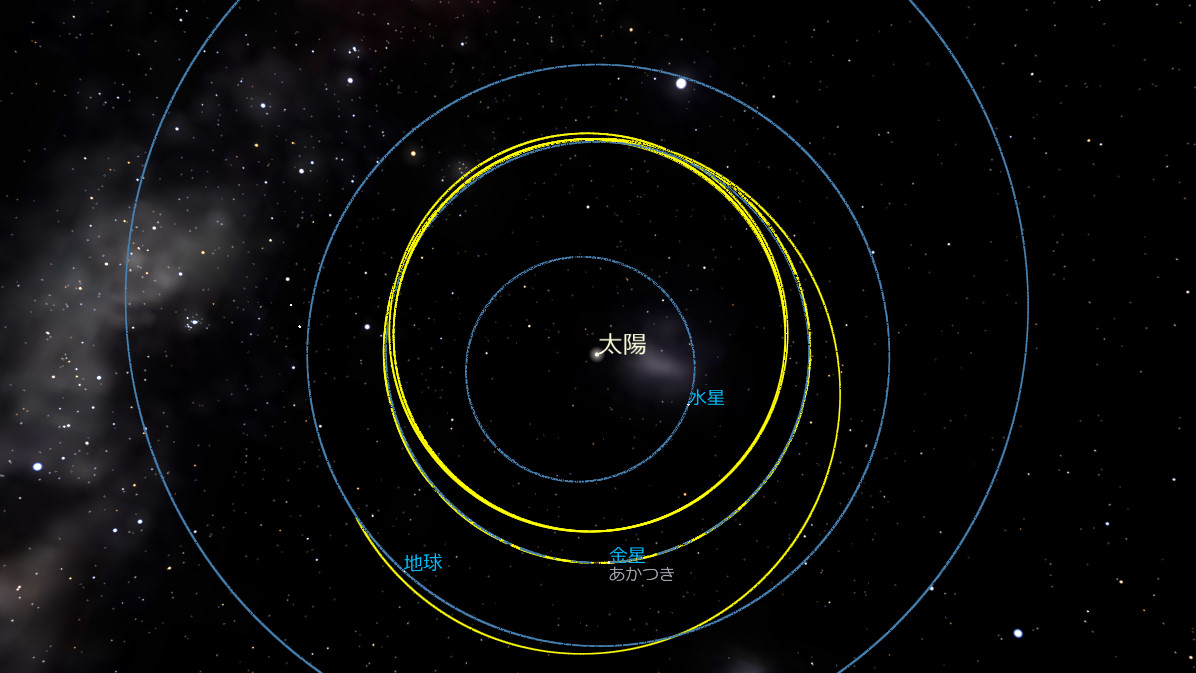
2017年6月5日時点の探査機あかつきの軌道（黄色）

あかつきは結果的に金星でパワードスイングバイを行う形となり、公転周期224.7日の金星よりやや内側を203日で公転する、近日点約9000万 km、遠日点約1億1000万 kmの軌道へ移った。太陽の周りをあかつきが約11周する間に金星は約10周して「周回遅れ」となるため、2016年12月と2017年1月に両者は再度接近する。2010年12月8日の宇宙開発委員会で、JAXAはこの時に金星周回軌道への再投入を行う可能性を追求すると報告した。
12月9日、あかつきは3台のカメラ（LIR・UVI・IR1）を起動、約60万 kmの距離より金星を撮影した。
2011年1月、JAXAがあかつきについて「軌道を微修正して、金星と再会合する前に金星付近の小惑星を観測する」あるいは「減速し（公転周期がより長くなるように軌道を修正し）、金星が後ろから追いついてくるのを待つことで、再会合までの期間を1年短縮する」などを検討しているとの報道がなされた。ただしその時点では、これらについてJAXAからの公式発表は無かった。2011年初頭の軌道のままであると2016 - 翌2017年にかけて金星に再接近するが、その距離はVOI-1の時より遥かに大きいため、いずれにせよ軌道修正は必要である。
2011年3月、科学データ取得と観測機器健全性確認を兼ねて4台のカメラ（LIR・UVI・IR1・IR2）を用いて1000万 km以上の距離より金星を複数回撮影しカメラの健全性を確認した。また、4月17日の第1回近日点通過では、衛星表面および表面に取付けた機器などの温度が上昇し、許容温度上限に迫る可能性や断熱材の劣化等が想定された。このため近日点付近では、熱入力による機器への影響を最小にするため姿勢変更等の運用を行った。
2011年6月30日の宇宙開発委員会でJAXAは、逆止弁を閉塞させる原因や、第2回（2011年11月）または3回（2012年6月）の近日点通過周辺で、OMEまたは姿勢制御スラスタを使い軌道調整を実施し遠日点高度を下げ周期を短くし、2015年11月に金星に再会合させる計画を報告した。
2011年9月7日午前11時50分（日本時間）に、再び軌道投入用スラスター（OME, Orbit Maneuvering Engine）が使用できるかどうか、またOME使用時の姿勢の乱れ量等を調べることを目的とした第1回OMEテスト噴射（噴射時間2秒）を実施した。9月9日JAXAは第1回OMEテストの結果、OMEの推力が想定の約1 / 9であったことを発表した。この結果を受け、9月14日の第2回OMEテスト噴射（同5秒）はOMEの噴射状況の再確認することを目的として実施した。9月15日JAXAは第2回OMEテストの結果、OMEの推力が第1回OMEテストの結果と同程度であったことを発表した。これにより当初計画された金星周回軌道への投入が困難であることが確認された。ただしOMEの代わりに姿勢制御用エンジン（RCS, Reaction Control System）を使う場合でも、軌道投入時期は同じ2015年11月とする計画が立てられた。
2011年9月30日にJAXAは、OME燃焼器の今後の使用は断念し、今後は姿勢制御用エンジン（RCS）による軌道制御を行い、RCS運用のため、酸化剤を全投棄すると報告した。
2011年10月26日にJAXAは、宇宙開発委員会に対し「あかつき」の現状と金星再会合に向けた軌道制御運用について報告を行った。これによればOME用酸化剤投棄を同年10月6日に6分、12・13日にそれぞれ9分行い計画通り成功したことが明らかとなった。また、姿勢制御エンジンRCSを用いた運用計画も報告され、2011年11月1日にΔ90 m/s、10日にΔ90 m/s、21日に過去2回の補正を含めΔ70 m/sの軌道制御を実施することが明らかとなった。2011年11月1日に1回目の軌道制御実施結果の会見が行われ、これによれば姿勢制御エンジンRCS噴射時間は9分48秒、テレメトリデータ解析後に次回計画詳細を決定するとの報告が成された。2011年11月10日に2回目の軌道制御に関する発表がJAXAより行われ、13時37分より544秒間（9分4秒）実施したとの報告が成された。同時に1回目の軌道制御の実施時間は587.5秒（9分47.5秒）であったことを明らかにした。2011年11月21日に3回目の軌道制御に関する発表がJAXAより行われ、13時57分から342秒間（5分42秒）実施したとの報告がなされた。
2012年1月31日に宇宙開発委員会調査部会は、「あかつき」の金星周回軌道への投入失敗に係る原因究明及び今後の対策についての調査審議の報告を宇宙開発委員会に行った
。
同日、JAXAはこれまでの調整をまとめた上で今後の運用方針について宇宙開発委員会に報告を行った。上の調整の結果、2015年に金星に再会合できる軌道を飛行中であり、金星周回軌道再投入を含めて、今後全く補加圧出できない場合でもRCS運用が可能な状態となっている。探査機寿命を勘案しつつ、2015年以降の金星周回軌道再投入を検討しており、それに向けて各種調整や試験継続が引続き行われた。
2015年8月5日、JAXAは7月17・24・31日の3回、計7分半姿勢制御用の姿勢制御用エンジンを噴射し、再投入を11月から12月へ変更する軌道修正を行い、8月2日までの観測により目的の軌道修正が成功したと発表した。
2015年8月31日、JAXAは「あかつき」が、太陽に最も近づく近日点を通過したことを明らかとした。JAXAは1ヵ月程度かけて機体が無事か確認を行った。

### 金星周回軌道再投入

金星周回投入後の軌道
あかつき·
金星

JAXAは2015年12月7日8時51分から「あかつき」の金星周回軌道投入のため、姿勢制御用エンジン（RCS）噴射を計画通り約20分実施、所要の噴射時間が得られたことが確認され、12月9日に金星周回軌道に投入されたことが確認された。
2016年4月4日、再度の軌道修正を行い、4月8日成功を確認した。この軌道修正により観測期間が当初予定の800日から2000日に延びる事となった。
2016年12月9日、搭載された5つのカメラのうち1μmカメラ（IR1）と2μmカメラ（IR2）の2つにて電流値が不安定になる不具合が発生し、翌日にはスイッチが入らなくなった。原因は機器劣化の可能性が高いと考えられている。2017年3月3日、JAXAはこれらのカメラによる科学観測を休止し、復旧に向けて地上検討と定期的に両カメラのスイッチを入れるコマンドの送信を行うことを発表した。なおIR1・IR2以外の3つのカメラ（中間赤外カメラ、紫外イメージャ、雷・大気光カメラ）は正常に観測を継続している。
2018年4月に、定常運用を終了し、延長運用に入った。2021年時点で、観測を続けている。

### 通信途絶
2024年5月29日、延長運用を行っていたが2024年4月末の運用において、姿勢維持の精度の高くない制御モードが長く続いたことにより、通信の確立ができなくなった。

## 広報
2009年10月の正式名称発表と同時に、公募した名前やメッセージを金星へ送るというキャンペーン「お届けします! あなたのメッセージ 暁の金星へ」が開始された。携帯やパソコンのメールからサイトにメッセージを送信すると、『金星探査機「あかつき」記念乗車証』と書かれた画像が、添付ファイルで返送されてくる（画像には金星に到着するあかつきのイラストの下部に自分の応募したメッセージが入っている）。この種のキャンペーンは日本の宇宙探査機ではのぞみより行われているが、あかつきでは著名人や団体からのメッセージについては直筆の文章やイラストを搭載できるようにするなど、量より質を重視した。2010年1月の締め切りまでに日本国内外から26万214人の応募があり、そのうち14万8204人は学校やプラネタリウムなど団体単位での応募であった。中でもVOCALOID「初音ミク」のイラストを宇宙に送ろうというファン有志による運動では1万3849人ものメッセージが集まった。メッセージは機体重心調節用バランスウェイトを兼ねている 12cm × 8cm × 0.2mm のアルミプレート約90枚に縮小印刷され、ベーキング処理を施して探査機の3箇所に取付けられた。
あかつきミッションマスコットキャラクターとして「あかつきくん」と「きんせいちゃん」がおり、公式サイトや関連グッズなどで描かれている。あかつきくんは公式Twitterにも登場し、ミッションの経過や搭載機器について説明したり、はやぶさ兄さん（2010年6月13日まで）やイカロス君、みちびきさん達と会話したりしている。